# Grafenau (Württemberg)
Grafenau ist eine Gemeinde im Landkreis Böblingen nahe den Städten Böblingen, Sindelfingen, Weil der Stadt und Calw.

## Geographie
Das von Höhenzügen geprägte Gemeindegebiet von Grafenau liegt auf einer Höhe von etwa 400–500 m, eingebettet in die Landschaft des Heckengäu.

### Gewässer
Durch Grafenau fließen die Schwippe, die Würm und der Altbach.

### Gemeindegliederung
Die Gemeinde Grafenau besteht aus den ehemals selbständigen Gemeinden Dätzingen und Döffingen. Zur ehemaligen Gemeinde Dätzingen gehört das Dorf Dätzingen. Die ehemalige Gemeinde Döffingen umfasst das Dorf Döffingen sowie die Orte Burschelberg, Kapellenberg, Wenninger Höfe sowie die abgegangenen Ortschaften Hofstätten, Mietersheim, Welbingen, Stegmühle (vermutlich in Burschelberg aufgegangen).

### Schutzgebiete
Grafenau hat Anteil an zwei Naturschutzgebieten: dem Naturschutzgebiet Hacksberg und Steckental und dem Naturschutzgebiet Kasparsbrunnen-Ried-Binn. Diese sind eingebettet in das Landschaftsschutzgebiet Grafenau und sind Bestandteil des FFH-Gebiets Gäulandschaft an der Würm. Im Westen hat die Gemeinde zudem einen kleinen Anteil am FFH-Gebiet Calwer Heckengäu.

## Geschichte

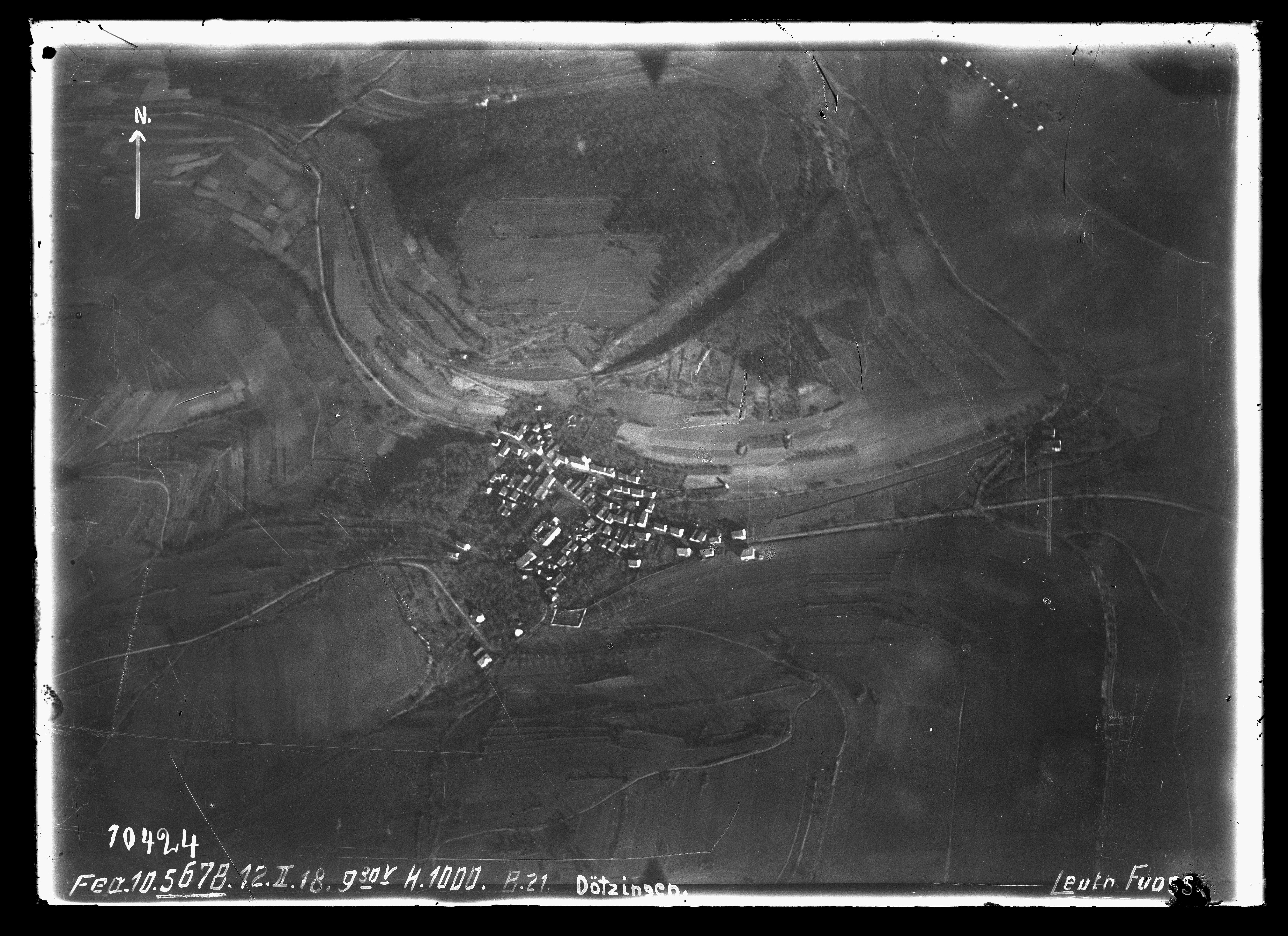
Luftbild von Dätzingen, Februar 1918

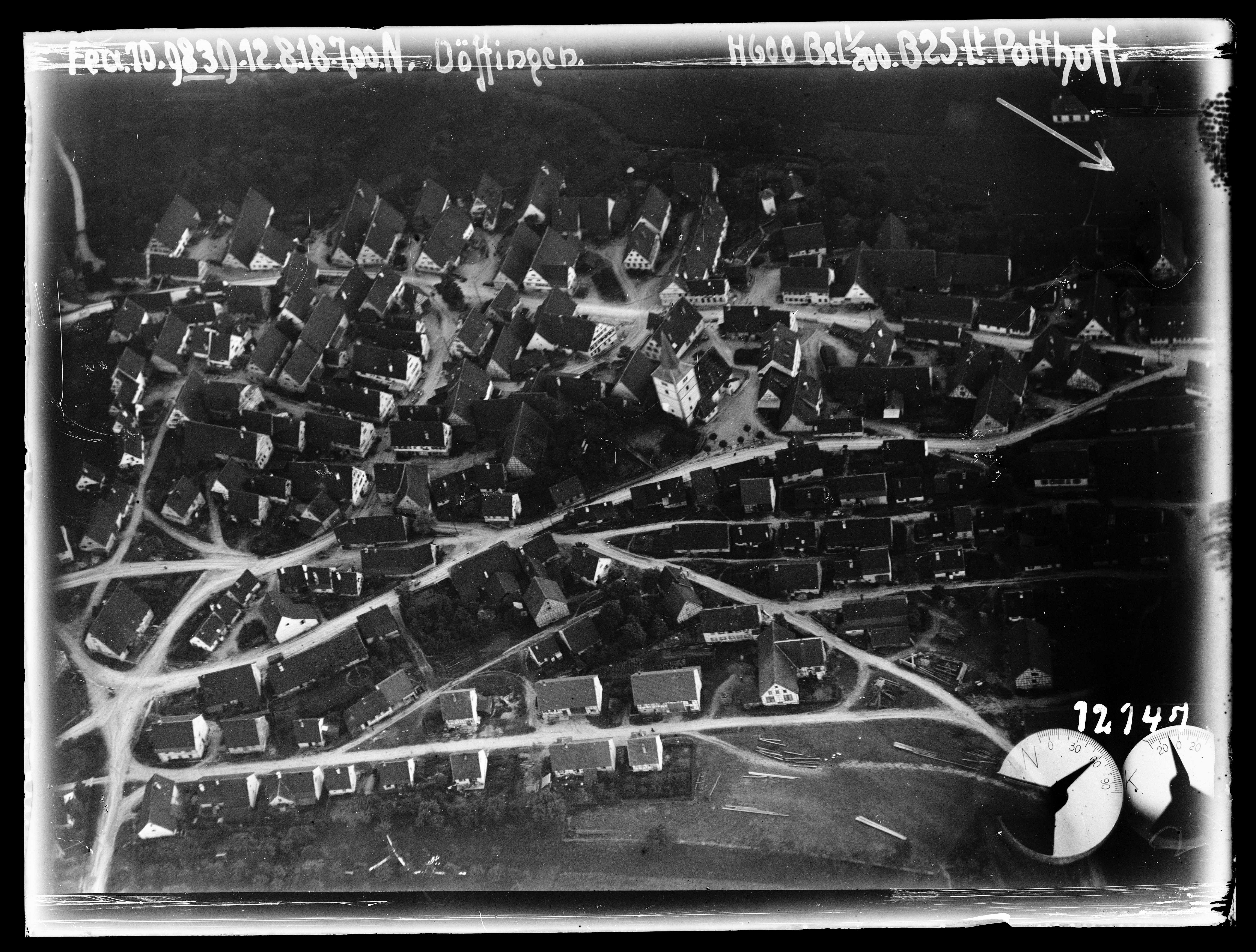
Luftbild von Döffingen, August 1918

### Bis zur Gemeindefusion
Sowohl Döffingen als auch Dätzingen wurden erstmals 1075 urkundlich erwähnt. Seit dem 1. September 1972 bilden Döffingen und Dätzingen die Gemeinde Grafenau.

### Dätzingen
Ursprünglich gehörte der Ort den Grafen von Fürstenberg. Im 13. Jahrhundert geriet der gesamte Ort in den Besitz des Johanniter-/Malteserordens. Dätzingen bildete ab 1263 eine eigene Kommende und gehörte zum Großpriorat Deutschland des Johanniter-/Malteserordens, mit Sitz in Heitersheim. Die Reformation fand hier nicht statt. 1806 kam Dätzingen an das Königreich Württemberg und wurde dem Oberamt Böblingen zugeordnet.
1850 hatte Dätzingen fünf evangelische und 640 katholische Einwohner, die in 86 Haupt- und 43 Nebengebäuden lebten und arbeiteten.

### Döffingen

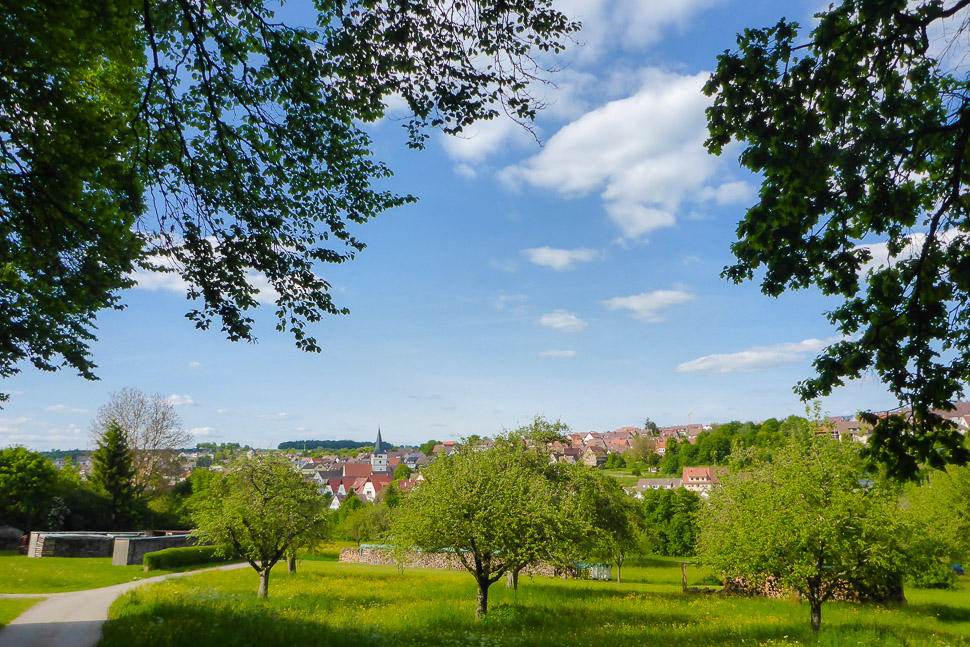
Grafenau Döffingen durch die Streuobstwiesen am Schwippetal

Döffingen unterstand den Pfalzgrafen von Tübingen, fiel aber bereits im 14. Jahrhundert an Württemberg. Im Jahre 1388 fand hier die große Schlacht bei Döffingen (siehe auch Ulrichstein) statt, welche den entscheidenden Sieg der Landesfürsten unter Eberhard II. von Württemberg gegen die Freien Reichsstädte brachte und zum Landfrieden von Eger führte. Nahezu ganz Döffingen wurde am 8. September 1634 von einem großen Feuer zerstört – jedoch schnell wieder aufgebaut.

Döffingen gehörte schon in altwürttembergischer Zeit zum Amt- und späteren Oberamt Böblingen. 1850 hatte Döffingen 1194 evangelische und 13 katholische Einwohner, die in 147 Haupt- und 124 Nebengebäuden lebten und arbeiteten.

### Verwaltungszugehörigkeit
Bei der Kreisreform während der NS-Zeit in Württemberg gelangten Döffingen und Dätzingen 1938 zum Landkreis Böblingen. 1945 wurden beide Orte Teil der Amerikanischen Besatzungszone und gehörten somit zum neu gegründeten Land Württemberg-Baden, das 1952 im jetzigen Bundesland Baden-Württemberg aufging.

### Einwohnerentwicklung
Es handelt sich um Einwohnerzahlen nach dem jeweiligen Gebietsstand. Die Zahlen sind Volkszählungsergebnisse (¹) oder amtliche Fortschreibungen des Statistischen Landesamtes Baden-Württemberg (nur Hauptwohnsitze).

Einwohnerentwicklung von Grafenau von 1871 bis 2017

| Jahr                 | Einwohner |
| -------------------- | --------- |
| 1. Dezember 1871 ¹   | 1531      |
| 1. Dezember 1880 ¹   | 1586      |
| 1. Dezember 1890 ¹   | 1482      |
| 1. Dezember 1900 ¹   | 1325      |
| 1. Dezember 1910 ¹   | 1304      |
| 16. Juni 1925 ¹      | 1356      |
| 16. Juni 1933 ¹      | 1376      |
| 17. Mai 1939 ¹       | 1479      |
| 13. September 1950 ¹ | 2191      |
| 6. Juni 1961 ¹       | 3289      |

| Jahr              | Einwohner |
| ----------------- | --------- |
| 27. Mai 1970 ¹    | 4482      |
| 31. Dezember 1980 | 5100      |
| 27. Mai 1987 ¹    | 5139      |
| 31. Dezember 1990 | 5564      |
| 31. Dezember 1995 | 5917      |
| 31. Dezember 2000 | 6565      |
| 31. Dezember 2005 | 6577      |
| 31. Dezember 2010 | 6516      |
| 31. Dezember 2015 | 6735      |
| 31. Dezember 2020 | 6770      |

## Religion
Während das Malteserordensgebiet Dätzingen katholisch blieb und die Dätzinger Kirchengemeinde St. Leonhard heute eine Seelsorgeeinheit mit der Kirchengemeinde St. Peter u. Paul in Weil der Stadt bildet und dem Dekanat Böblingen zugeordnet ist, wurde in Altwürttemberg und damit auch in Döffingen im 16. Jahrhundert die Reformation eingeführt. Die evangelische Kirchengemeinde gehört zum Kirchenbezirk Böblingen (siehe evangelische Kirchengemeinde Döffingen) der Evangelischen Landeskirche. Heutzutage gibt es auch eine neuapostolische Gemeinde im Ort.

## Politik

### Gemeinderat
In Grafenau wurde der Gemeinderat bis 2019 nach dem Verfahren der unechten Teilortswahl gewählt. Die unechte Teilortswahl wurde mit Ablauf der Amtsperiode des im Jahr 2019 gewählten Gemeinderats aufgehoben. Der Gemeinderat in Grafenau hat künftig 14 Mitglieder. Die Kommunalwahl am 9. Juni 2024 führte zu folgendem Ergebnis. Der Gemeinderat besteht aus den gewählten ehrenamtlichen Gemeinderäten und dem Bürgermeister als Vorsitzendem. Der Bürgermeister ist im Gemeinderat stimmberechtigt.
| Parteien und Wählergemeinschaften | Parteien und Wählergemeinschaften           | % 2024  | Sitze 2024 | % 2019  | Sitze 2019 | Kommunalwahl 2024 %403020100 36,27 %26,70 %14,47 %9,60 %8,40 %4,55 % FWCDUGrüneSPDFDPPARTEIGewinne und Verlusteim Vergleich zu 2019 %p 8 6 4 2 0 −2 −4 −6+6,32 %p+4,46 %p−4,39 %p−2,62 %p−0,17 %p−3,61 %pFWCDUGrüneSPDFDPPARTEI |
| FW                                | Freie Wähler Grafenau                       | 36,27   | 5          | 29,95   | 6          | Kommunalwahl 2024 %403020100 36,27 %26,70 %14,47 %9,60 %8,40 %4,55 % FWCDUGrüneSPDFDPPARTEIGewinne und Verlusteim Vergleich zu 2019 %p 8 6 4 2 0 −2 −4 −6+6,32 %p+4,46 %p−4,39 %p−2,62 %p−0,17 %p−3,61 %pFWCDUGrüneSPDFDPPARTEI |
| CDU                               | Christlich Demokratische Union Deutschlands | 26,70   | 4          | 22,24   | 4          | Kommunalwahl 2024 %403020100 36,27 %26,70 %14,47 %9,60 %8,40 %4,55 % FWCDUGrüneSPDFDPPARTEIGewinne und Verlusteim Vergleich zu 2019 %p 8 6 4 2 0 −2 −4 −6+6,32 %p+4,46 %p−4,39 %p−2,62 %p−0,17 %p−3,61 %pFWCDUGrüneSPDFDPPARTEI |
| GRÜNE                             | Bündnis 90/Die Grünen                       | 14,47   | 2          | 18,86   | 3          | Kommunalwahl 2024 %403020100 36,27 %26,70 %14,47 %9,60 %8,40 %4,55 % FWCDUGrüneSPDFDPPARTEIGewinne und Verlusteim Vergleich zu 2019 %p 8 6 4 2 0 −2 −4 −6+6,32 %p+4,46 %p−4,39 %p−2,62 %p−0,17 %p−3,61 %pFWCDUGrüneSPDFDPPARTEI |
| SPD                               | Sozialdemokratische Partei Deutschlands     | 9,60    | 1          | 12,22   | 2          | Kommunalwahl 2024 %403020100 36,27 %26,70 %14,47 %9,60 %8,40 %4,55 % FWCDUGrüneSPDFDPPARTEIGewinne und Verlusteim Vergleich zu 2019 %p 8 6 4 2 0 −2 −4 −6+6,32 %p+4,46 %p−4,39 %p−2,62 %p−0,17 %p−3,61 %pFWCDUGrüneSPDFDPPARTEI |
| FDP                               | Freie Demokratische Partei                  | 8,40    | 1          | 8,57    | 2          | Kommunalwahl 2024 %403020100 36,27 %26,70 %14,47 %9,60 %8,40 %4,55 % FWCDUGrüneSPDFDPPARTEIGewinne und Verlusteim Vergleich zu 2019 %p 8 6 4 2 0 −2 −4 −6+6,32 %p+4,46 %p−4,39 %p−2,62 %p−0,17 %p−3,61 %pFWCDUGrüneSPDFDPPARTEI |
| PARTEI                            | Die PARTEI                                  | 4,55    | 1          | 8,16    | 2          | Kommunalwahl 2024 %403020100 36,27 %26,70 %14,47 %9,60 %8,40 %4,55 % FWCDUGrüneSPDFDPPARTEIGewinne und Verlusteim Vergleich zu 2019 %p 8 6 4 2 0 −2 −4 −6+6,32 %p+4,46 %p−4,39 %p−2,62 %p−0,17 %p−3,61 %pFWCDUGrüneSPDFDPPARTEI |
| Gesamt                            | Gesamt                                      | 100     | 14         | 100     | 19         | Kommunalwahl 2024 %403020100 36,27 %26,70 %14,47 %9,60 %8,40 %4,55 % FWCDUGrüneSPDFDPPARTEIGewinne und Verlusteim Vergleich zu 2019 %p 8 6 4 2 0 −2 −4 −6+6,32 %p+4,46 %p−4,39 %p−2,62 %p−0,17 %p−3,61 %pFWCDUGrüneSPDFDPPARTEI |
| Wahlbeteiligung                   | Wahlbeteiligung                             | 65,74 % | 65,74 %    | 64,98 % | 64,98 %    | Kommunalwahl 2024 %403020100 36,27 %26,70 %14,47 %9,60 %8,40 %4,55 % FWCDUGrüneSPDFDPPARTEIGewinne und Verlusteim Vergleich zu 2019 %p 8 6 4 2 0 −2 −4 −6+6,32 %p+4,46 %p−4,39 %p−2,62 %p−0,17 %p−3,61 %pFWCDUGrüneSPDFDPPARTEI |

### Bürgermeister
Von 1972 bis 1996 war der spätere Ehrenbürger Ewald Bien (* 1940; † 2016) Bürgermeister von Grafenau, welcher bereits von 1966 bis 1972 Bürgermeister der damals noch selbstständigen Gemeinde Dätzingen war. Nachfolger von Ewald Bien im Amt des Bürgermeisters von Grafenau wurde 1996 Martin Thüringer. Er konnte 2020 seine vierte Amtszeit antreten.

### Wappen
| Wappen der Gemeinde Grafenau | Blasonierung: „In Rot unter zwei schräg gekreuzten goldenen Heuliechern ein silbernes Johanniterkreuz.“ |
| Wappen der Gemeinde Grafenau | Wappenbegründung: Während das Johanniterkreuz bereits das ehemalige Wappen des früheren Johanniterdorfes Dätzingen geziert hatte, waren die beiden Heuliecher – zeitweilig als Wimpel missverstandene landwirtschaftliche Werkzeuge – die Wappenfiguren von Döffingen gewesen. Nach der am 1. September 1972 erfolgten Vereinigung beider Orte zur neuen Gemeinde Grafenau, wurden mit Beratung durch die Archivdirektion Stuttgart auch deren wichtigste heraldische Symbole im Schild des neuen Gemeindewappens miteinander verbunden. Das Wappen wurde der Gemeinde – gemeinsam mit der Flagge – am 25. April 1974 vom Innenministerium verliehen. |

Wappen der ehemals eigenständigen Gemeinden und heutigen Ortsteile

Dätzingen
Döffingen

Dätzingen: Unter silbernem Schildhaupt, darin eine liegende schwarze Hirschstange, in Rot ein silbernes Johanniterkreuz.

Döffingen: In Gold zwei schräg gekreuzte rote Heuliecher.

### Gemeindepartnerschaft
Grafenau unterhält seit 2008 eine offizielle Partnerschaft mit Neckenmarkt im österreichischen Burgenland.

## Wirtschaft und Infrastruktur

### Verkehr
Grafenau ist gut erreichbar über die Bundesautobahnen 8 und die 81. Die Anschlussstelle der A 81 ist etwa sieben Kilometer von Grafenau entfernt.
Es besteht ein Busanschluss der Linien 763 (Böblingen–Calw) und 766 (Böblingen–Weil der Stadt) von Regiobus Stuttgart sowie mit der Linie 749 (Ostelsheim–Grafenau–Sindelfingen) eines privaten Busunternehmens. Den Bahnhof Böblingen erreicht man mit den Bussen in etwa 15 Minuten.
Die nächsten Bahnanschlüsse bestehen 
- über die Linie S 6 von Weil der Stadt in Richtung Leonberg und Stuttgart
- oder die Linie S 1 der S-Bahn Stuttgart an der Haltestelle Hulb in Richtung Stuttgart bzw. Herrenberg
- sowie über die Linie S 60 im benachbarten Magstadt und Maichingen in Richtung Böblingen bzw. Renningen und Stuttgart.

Bis 1983 führte die Württembergische Schwarzwaldbahn an Dätzingen vorbei, der nächste Halt war jedoch erst im Nachbarort Schafhausen.
Nächstgelegener Flughafen ist der Flughafen Stuttgart.

## Kultur und Sehenswürdigkeiten

### Denkmäler
- Ulrichstein, 1888 in Erinnerung an den 500 Jahre zuvor dort gefallenen Kronprinzen Ulrich von Württemberg errichtet.

### Gebäude
- Malteserschloss Dätzingen
- Evangelische Martinskirche in Döffingen mit Chorturm aus dem 11./12. Jahrhundert
- Katholische Leonhardskirche in Dätzingen im Stil des Klassizismus zu Beginn des 19. Jahrhunderts
- Kapellenbergturm, 1958/59 als Wasserturm errichtet
- Graf-Ulrich-Bau, 1936/1937 im Heimatschutzstil errichtete Turn- und Festhalle

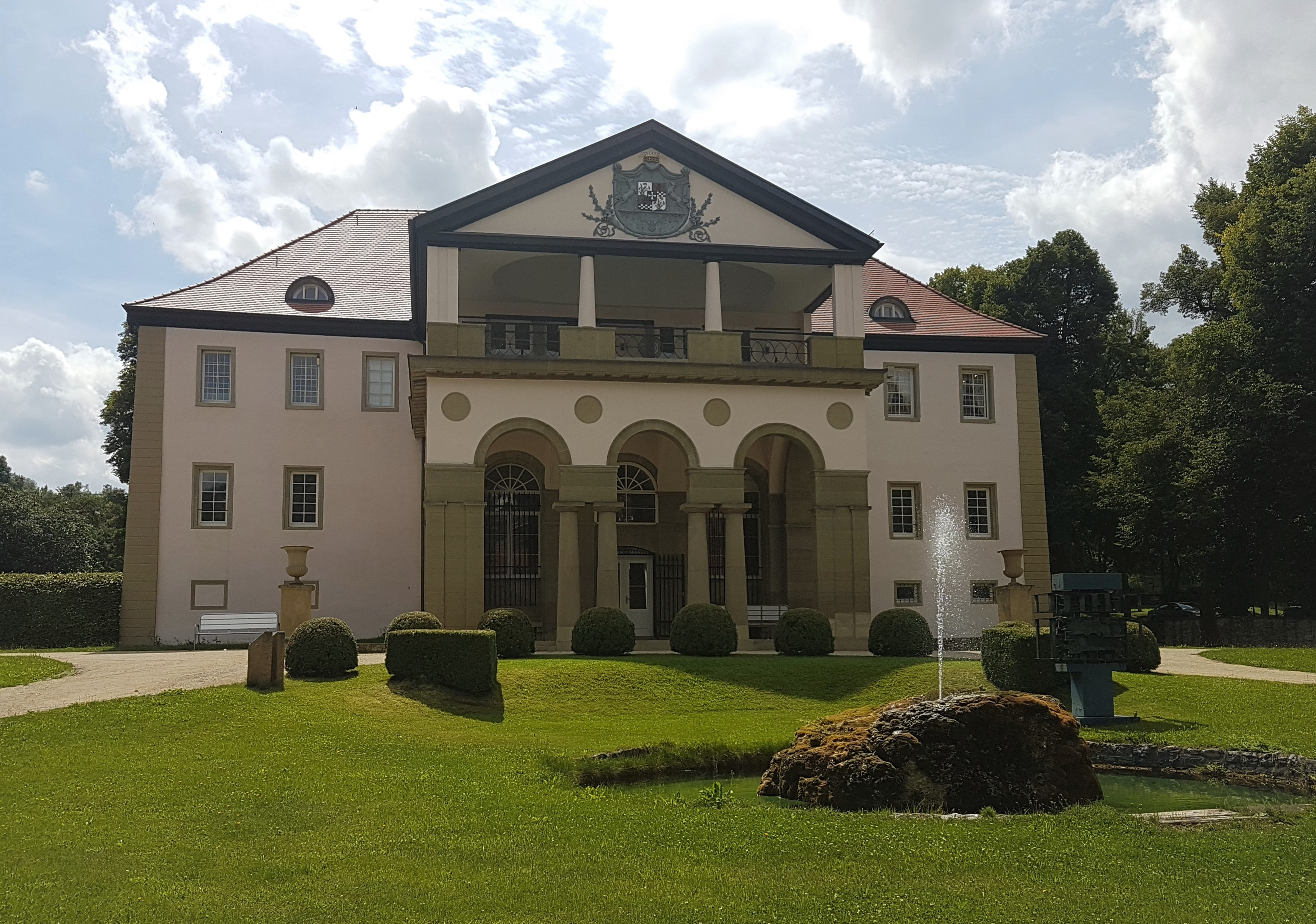
Schloss Dätzingen
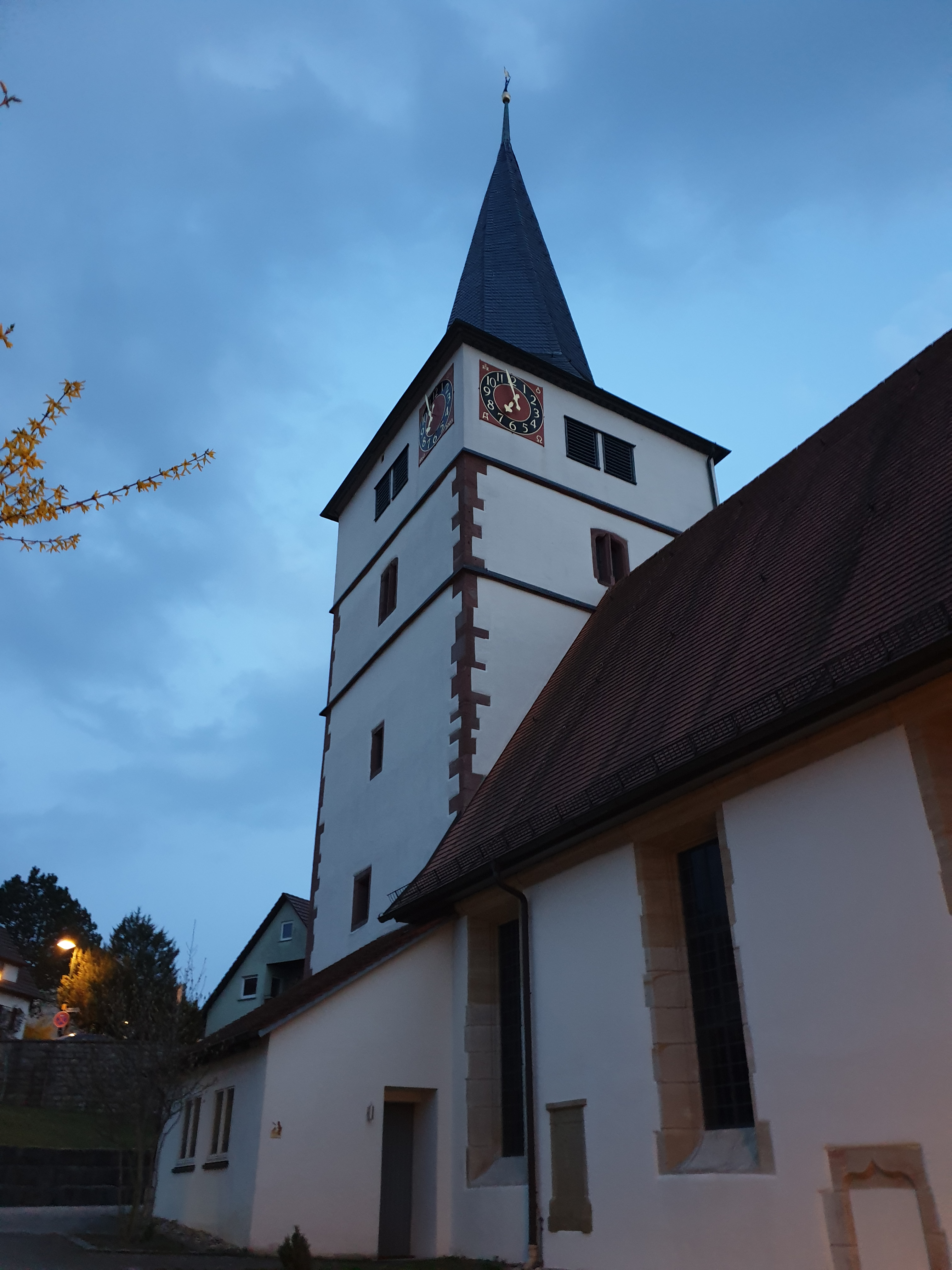
Martinskirche in Döffingen
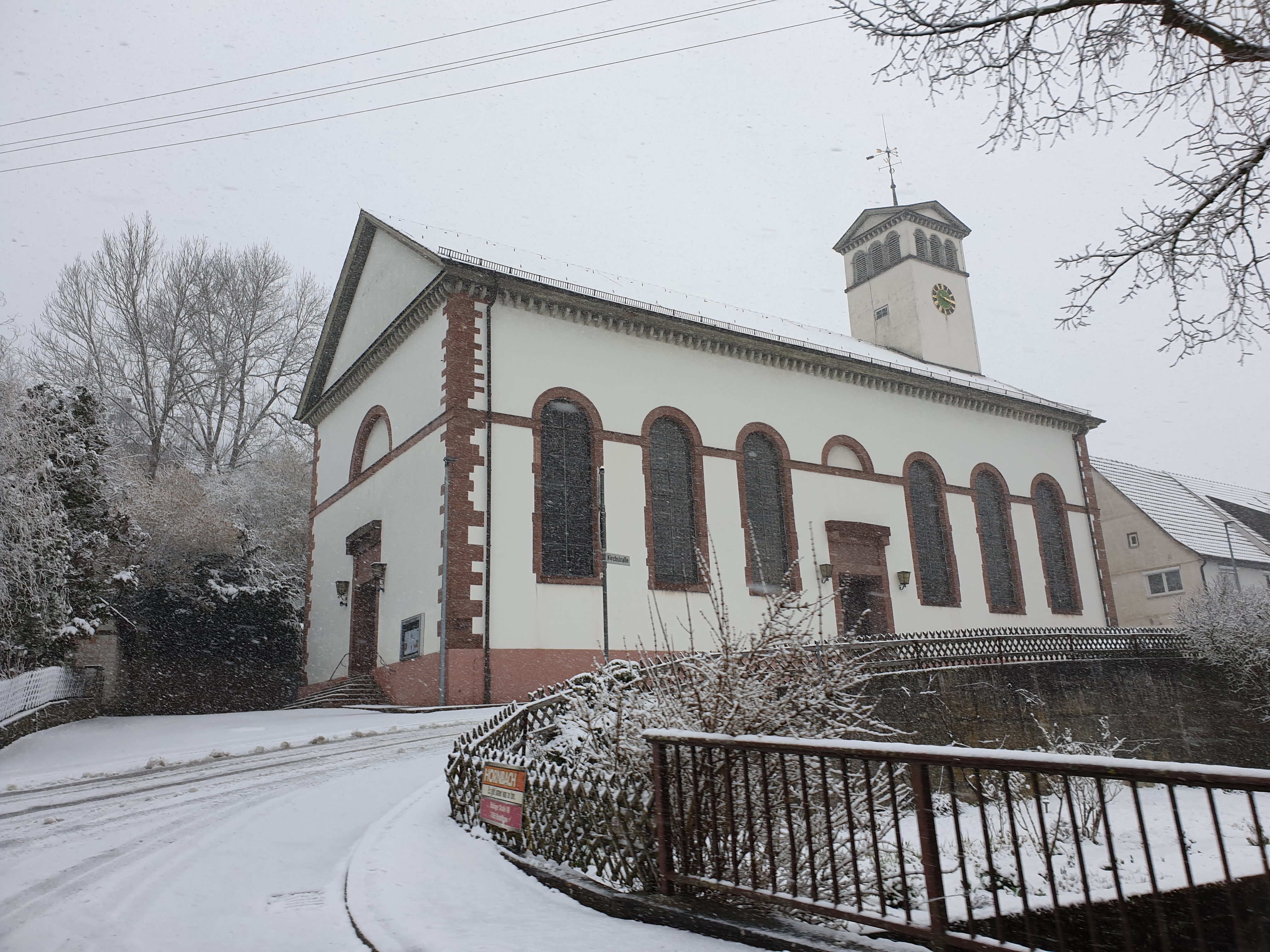
Leonhardskirche Dätzingen

## Vereine
In Grafenau gibt es viele Vereine, darunter aus dem Bereich der Musik die „Chorvereinigung Grafenau e. V.“ (bestehend aus dem ehemaligen Liederkranz, der auf den 1846 gegründeten Männergesangverein zurückgeht, und den Klangfarben), den Musikverein sowie die beiden HCs aus Döffingen und Dätzingen. Aus dem Bereich Sport den TSV, den Tennisclub. Einer der jüngsten Vereine ist die 1. Narrenzunft.
Über die Grenzen von Grafenau hinaus bekannt ist der 1975 gegründete Kulturkreis Grafenau, der in den Sparten Musik, Theater/Ausstellung und Heimatmuseum Konzert- und Veranstaltungsreihen rund um das Dätzinger Schloss organisiert.

## Schulen

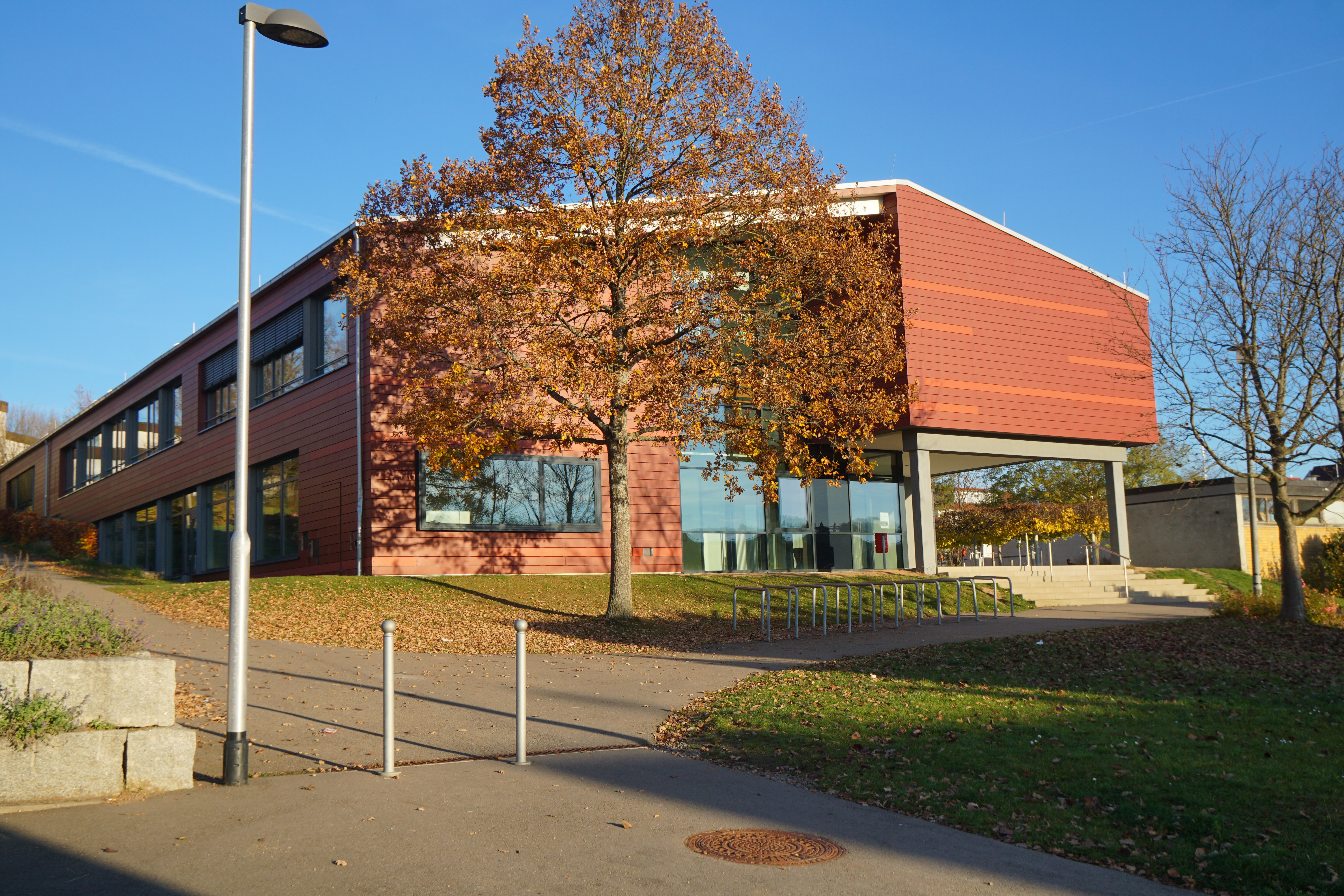
Gemeinschaftsschule Döffingen

Da Grafenau aus zwei Ortsteilen besteht, die früher selbständige Gemeinden waren, gibt es noch zwei eigenständige Schulen. So gibt es in Dätzingen eine Grundschule mit angeschlossener Kernzeitbetreuung, in Döffingen seit dem Schuljahr 2012/13 eine Gemeinschaftsschule (vormals Grund- und Werkrealschule), ebenfalls mit Kernzeitbetreuung.
Die Volkshochschule Böblingen/Sindelfingen betreibt in Grafenau eine Außenstelle.

## Söhne und Töchter der Gemeinde
- Georg von Morlok (1815–1896), geboren im Ortsteil Dätzingen, Architekt und Eisenbahningenieur
- Karl Hermann von Zeller (1849–1937), geboren im Ortsteil Döffingen, Jurist, Präsident des Konsistoriums und der Kirchenregierung der Evangelischen Landeskirche in Württemberg
- Franz Heinkele (1881–1950), geboren im Ortsteil Dätzingen, Tuttlinger Kommunalpolitiker
- Wolfgang Isenhardt (1941 in Pforzheim), langjähriger Dirigent der Chorvereinigung Grafenau (früher Liederkranz)